# Верхоляк, Владимир Васильевич
Верхоляк Владимир Васильевич (род. 3 апреля 1957, Кривой Рог, Днепропетровская область) — советский и российский учёный-кореевед. Кандидат филологических наук (1989), профессор.

## Биография
Родился 3 апреля 1957 года в городе Кривой Рог.
В 1980 году окончил Ленинградский университет.
С 1980 года работал в Дальневосточном университете (Владивосток). С 1995 года — ректор Высшего колледжа корееведения (Владивосток).

## Научная деятельность
Специалист в области корееведения. Автор научных работ по вопросам корейской филологии, методике преподавания корейского языка. Переводчик художественных произведений с корейского на русский язык. Соавтор первого в России учебника по корейскому языку в 3-х частях (1997—1999). Член редакционной коллегии по написанию истории Кореи при правительстве Кореи.

### Научные труды
- Верхоляк В. В., Каплан Т. Ю. Учебник корейского языка. Часть 1. Изд. 2-е, перераб. и дополн. — Владивосток: Изд-во Дальневост. ун-та, 2002. — 212 с. — ISBN 5-7444-1367-7.
- Верхоляк В. В., Галкина Л. В., Кожемяко В. Н. Учебник корейского языка. Часть 2. — Владивосток: Изд-во Дальневост. ун-та, 2006. — 236 с. — ISBN 5-7444-0915-7.

## Награды
- Лучший иностранный кореевед мира (1998, Республика Корея)[1].